# رئيف ديزداريفيتش
رئيف ديزداريفيتش (بالبوسنوية: Raif Dizdarević)‏ (و. 1926 – م) هو سياسي، ودبلوماسي من البوسنة والهرسك .

## روابط خارجية
- رئيف ديزداريفيتش على موقع مونزينجر (الألمانية)